# 백자 동화매국문 병
백자 동화매국문 병(白磁 銅畵梅菊文 甁)은 조선전기에 만들어진 백자병으로 높이 21.4cm, 입지름 4.9cm, 밑지름 7.2cm이다. 1974년 7월 9일 대한민국의 국보 제168호로 지정되었으나, 2020년 6월 23일 국보에서 해제되었다.

## 개요
조선전기에 만들어진 백자병으로 높이 21.4cm, 입지름 4.9cm, 밑지름 7.2cm이다.
아가리 가장자리가 밖으로 벌어져 있으며 목이 긴 백자병이다. 목과 어깨 그리고 몸체에 각각 2줄의 선을 두르고 목과 어깨 사이에는 파초잎을 그렸으며, 어깨와 몸통 앞뒤로는 매화와 국화무늬를 옆으로 길게 그렸다. 파초무늬는 형식적이나 매화와 국화무늬는 사실적이다.
우리나라에서는 고려시대 도자기에 이미 진사를 사용하기 시작했으나, 조선시대 전기에는 도자기에 붉은색을 냈다는 사실만이 전해지고 있을 뿐이며 후기에 이르러서야 본격적으로 사용되고 있다.
이 작품은 조선 전기에 진사로 무늬를 그린 병으로 그 가치가 크다고 평가받았으나, 해당 유물과 조선 간 연관성 부족 및 비슷한 유물들이 존재함에 따라 가치를 보다 낮게 재평가하게 되었다.